# 深藍航空
深藍航空（Cobalt Air，Cobalt在中文中为金属元素“钴”之意，故也译作钴航）是一家总部位于塞浦路斯拉纳卡国际机场的航空公司。该航空公司于2016年7月7日开始了从拉纳卡飞往雅典的商业航班首航。这是在2015年塞浦路斯航空停止运营后继图斯航空之后第二家塞浦路斯的航空公司機隊有2架A319-100和3架A320-200
。